# Алеш Гаррідо
Алеш Гаррідо Каньїсарес (ісп. Aleix Garrido Cañizares, нар. 22 лютого 2004, Риполь, Іспанія) — іспанський футболіст, опорний півзахисник клубу «Барселона Б».

## Ігрова кар'єра

### Клубна
Алеш Гаррідо є вихованцем клубної академії «Барселони», де він почав займатися футболом з восьмирічного віку. В другій команди клубу «Барселона Б» футболіст дебютував в січні 2022 року в турнірі Прімера Федерасьйон.
Перший виклик до основного складу «Барселони» Гаррідо отримав в квітні 2023 року на матч чемпіонату Іспанії проти «Ельче». В кінці матчу Алеш вийшов на заміну замість Ансу Фаті. Пізніше футболіст ще викликався на матчі основного складу «Барселони» і на матчі Ліги чемпіонів але залишався в резерві.

### Збірна
З 2021 року Алеш Гаррідо виступає за юнацькі збірні Іспанії.

## Титули
Барселона
 Чемпіон Іспанії: 2022/23